# Бестужев, Егор Александрович
Егор Александрович Бестужев (род. 10 июля 1999, Салават, Россия) — российский профессиональный баскетболист, играющий на позиции разыгрывающего защитника.

## Карьера
По итогам регулярного сезона 2018/2019 Бестужев был включён в символическую пятёрку Единой молодёжной лиги ВТБ. В 39 играх за молодёжную команду «Автодора» Егор в среднем набирал 18,1 очка, 5,7 передач, 2,9 подбора и 2,9 перехвата. Бестужев завершил регулярный сезон молодёжной Лиги на 2 месте по результативности и перехватам, на 3 месте – по передачам, а также расположился в ТОП-10 игроков турнира по эффективности. Кроме того, в течение года Бестужев дважды входил в символическую пятёрку по итогам октября и января.
Успешное выступление за молодёжную команду позволило Бестужеву дебютировать в составе основной команды «Автодора». 21 апреля 2019 года в матче против УНИКСа (95:111) Егор провёл на площадке 2 минуты, но результативными действиями не отметился.
В декабре 2020 года Бестужев перешёл в «Уфимец» на правах аренды. В 13 матчах Суперлиги-1 средняя статистика Егора составила 6,1 очка, 2,3 передачи и 1,4 подбора.
В марте 2021 года Бестужев вернулся из аренды в «Автодор».
В августе 2021 года «Автодор» объявил о завершении сотрудничества с Бестужевым. За 3 года в составе саратовской команды Егор провёл суммарно 15 матчей в Единой лиге ВТБ, набирая 0,4 очка, 0,3 подбора и 0,5 передачи. В Единой молодёжной лиге ВТБ с 2017 по 2020 годы Егор принял участие в 89 матчах и отметился статистикой в 16,8 очка, 5,7 передачи и 2,6 подбора.
Сезона 2022/2023 Бестужев начинал в «Темп-СУМЗ-УГМК», но в феврале 2023 года перешёл в «Университет-Югру».
В июле 2023 года Бестужев стал игроком «Динамо» (Владивосток), но в декабре покинул команду.
В июне 2025 года Бестужев подписал контракт с «Динамо» (Уфа).

## Сборная России
В 2014 году Бестужев принял участие в чемпионате Европы (до 16 лет) в составе кадетской сборной России.
В мае 2019 года Бестужев был вызван в молодёжную сборную России (до 20 лет) для подготовки к чемпионату Европы U20 в дивизионе «B». По итогам тренировочных сборов и международных турниров в Македонии и Нижнем Новгороде, Егор вошёл в окончательную заявку молодежной сборной России для участия в турнире. Заняв 4 место, игрокам сборной не удалось выполнить задачу по возвращению команды в дивизион А: в матче за 3 место сборная России уступила Бельгии (80:88).